# Westphaliasaurus
Westphaliasaurus es un género extinto de plesiosáurido del Jurásico Inferior (piso del Pliensbachiano) hallado en los depósitos de Westfalia, en el noroeste de Alemania. Es conocido de un esqueleto casi completo y articulado , aunque le faltan el cráneo y cerca del 38% de las vértebras superiores del cuello. Fue hallado por Sönke Simonsen, un paleontólogo aficionado, en 2007 en el distrito de Höxter cerca de Bielefeld, en el este de Renania del Norte-Westfalia, Alemania. Fue descrito nombrado por Leonie Schwermann y Martin Sander en 2011 y la especie tipo es Westphaliasaurus simonsensii. El nombre del género se deriva del nombre latinizado de Westfalia, Westphalia y el griego latinizado saurus, "lagarto". El nombre científico de la especie honra a Sönke Simonsen. Las estimaciones sugieren que era un animal de 4.5 metros de longitud.